# Iwona Wieczorek
Iwona Małgorzata Wieczorek (ur. 7 czerwca 1967 w Zgierzu) – polska polityk, samorządowiec, ekonomistka, w latach 2010–2014 prezydent Zgierza, dyrektor Narodowego Instytutu Samorządu Terytorialnego (2016–2024).

## Życiorys
Ukończyła studia na Wydziale Ekonomiczno-Socjologicznym Uniwersytetu Łódzkiego (kierunek Organizacja i Zarządzanie). W 1999 uzyskała stopień doktora nauk ekonomicznych. Została pracownikiem naukowym w Katedrze Pracy i Polityki Społecznej na UŁ.
Należała do Prawa i Sprawiedliwości, z listy którego w 2004 kandydowała bezskutecznie w wyborach do Parlamentu Europejskiego. W 2006 jako bezpartyjna bez powodzenia ubiegała się o prezydenturę Zgierza z ramienia lokalnego stowarzyszenia, zajmując 3. miejsce spośród 12 kandydatów. Wstąpiła później do Polskiego Stronnictwa Ludowego. W drugiej turze wyborów samorządowych, która odbyła się 5 grudnia 2010, wygrała wybory na prezydenta Zgierza, pokonując ubiegającego się o reelekcję Jerzego Sokoła. W 2014 zawiesiła swoje członkostwo w PSL, następnie została wykluczona z tej partii. W wyborach w tym samym roku bez powodzenia ubiegała się o prezydencką reelekcję, przegrywając w drugiej turze z Przemysławem Staniszewskim.
W styczniu 2016 została dyrektorem Narodowego Instytutu Samorządu Terytorialnego, którym kierowała do lutego 2024. Bezskutecznie z ramienia PiS startowała do Sejmu w wyborach 2019 i 2023. W 2024 uzyskała mandat radnej powiatu zgierskiego.

## Odznaczenia
W 2022 otrzymała Srebrny Medal za Zasługi dla Policji.